# Jakar-Dzong

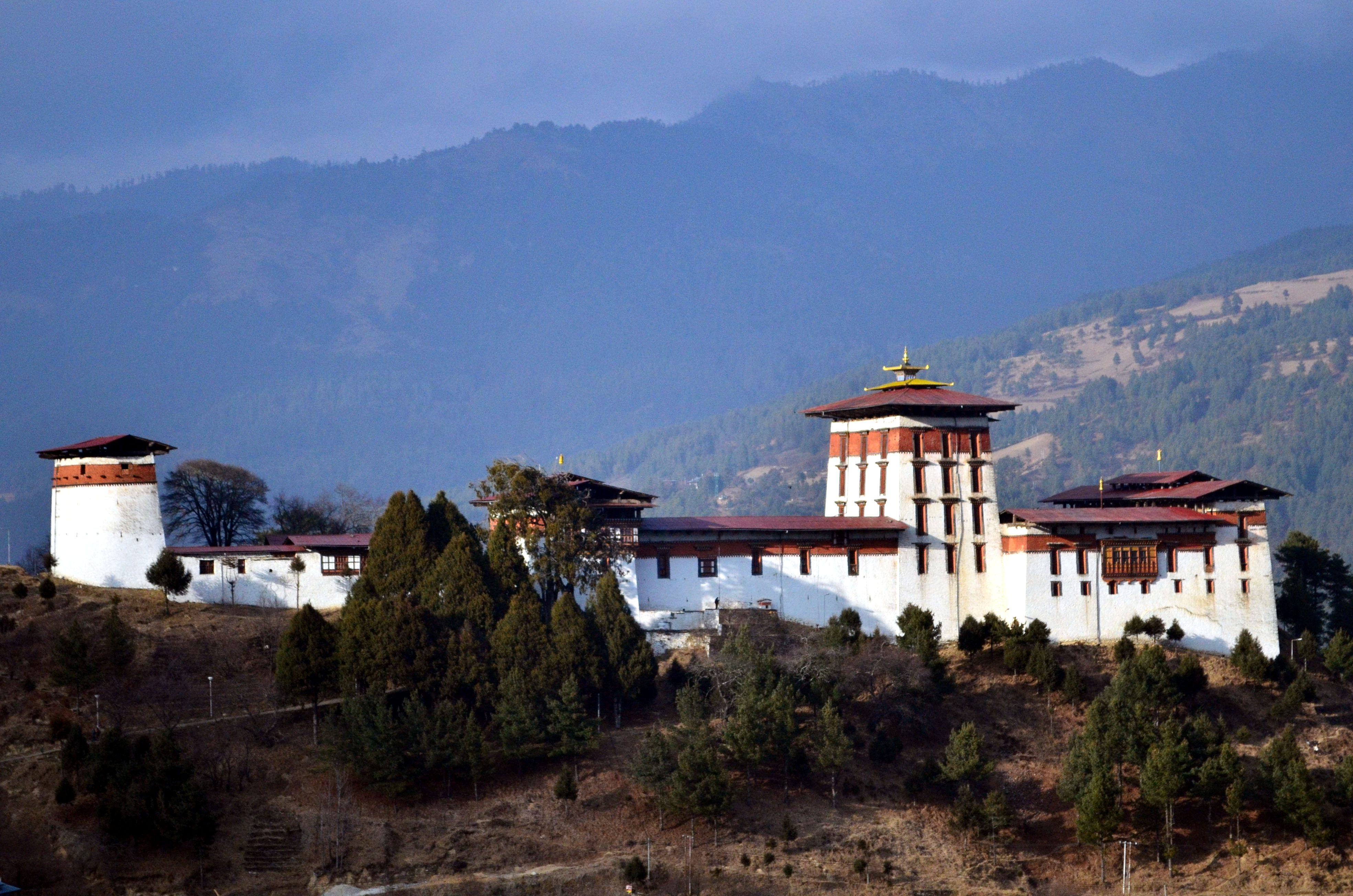
Jakar-Dzong

Der Jakar-Dzong, auch Jakar-Yugyal-Dzong, ist der  Dzong des Distrikts Bumthang im Zentrum Bhutans. Er liegt auf einem Bergrücken oberhalb der Distrikt-Hauptstadt Jakar im Chamkhar-Tal von Bumthang.
Am Standort des Dzongs befand sich zuvor ein Tempel, der vom Drukpa-Lama Ngagi Wangchuk (1517–1554), dem Urgroßvater des
Shabdrung, gegründet wurde als dieser nach Bhutan kam.
Der Name Jakar leitet sich von dem Wort bjakhab her, das ‚Weißer Vogel‘ bedeutet und sich auf den Gründungsmythos Jakars bezieht, wonach ein rastender weißer Vogel den geeigneten und glückverheißenden Standort für eine Klostergründung anzeigte. Das Kloster wurde 1549 fertiggestellt und erhielt den Namen Kloster des weißen Vogels.
Im Jahr 1646 wurde das Klosters auf Anordnung des Shabdrung Ngawang Namgyel von Minjur Tenpa, dem Penlop von Trongsa, renoviert und in eine Festung umgewandelt. Der Name des Klosters ging auf die Festung über: Festung des weißen Vogels.
Bei Kämpfen um die Herrschaft über Zentralbhutan Mitte des 17. Jahrhunderts wurde die Festung schwer in Mitleidenschaft gezogen und erst 1683 vom vierten Desi von Bhutan, Tenzing Rabgye, wieder aufgebaut.
Im Jahr 1897 wurde der Dzong bei einem Erdbeben stark beschädigt.
Der spätere König von Bhutan Ugyen Wangchuck veranlasst 1905 die Wiederherstellung, allerdings in geringerer Größe.
Die Umfassungsmauer des Jakar-Dzong hat eine Länge von mehr als 1500 m. Der Utse (Zentraler Turm) ist ungefähr 50 m hoch. Zwei parallele Mauern verbunden mit wehrhaften Türmen bilden eine geschützte Passage, die im Falle einer Belagerung den Bewohnern des Dzongs einen Zugang zum Wasser ermöglichte.
Der Dzong beherbergt die Distriktsverwaltung und seit 1998 auch wieder Drukpa-Mönche. Für touristische Besuche in der Festung ist nur der Innenhof zugänglich.